# Лук песчаный
Лук песчаный (лат. Allium sabulosum) — многолетнее травянистое растение, вид рода Лук (Allium) семейства Луковые (Alliaceae).

## Распространение и экология
В природе ареал вида охватывает Центральную Азию — северные районы Ирана, Казахстан, Узбекистан, Туркменистан и Китай.
Произрастает в песчаных пустынях.

## Ботаническое описание
Луковица продолговато-яйцевидная, диаметром 1,5—2 мм, наружные оболочки кожистые, светло-бурые. Луковички светло-бурые, бугорчато-ямчатые. Стебель высотой 20—60 см, толстый, на четверть одетый гладкими влагалищами листьев.
Листья в числе трёх—четырёх, шириной около 1—2 мм, дудчатые, полуцилиндрические, желобчатые, гладкие или, реже, шероховатые, короче стебля.
Чехол почти равен зонтику, заострённый, опадающий. Зонтик коробочконосный, полушаровидный или, чаще, шаровидный, многоцветковый, густой. Цветоножки равные, в три—пять раз длиннее околоцветника, при основании с многочисленными прицветниками. Листочки полушаровидного околоцветника зеленоватые или беловатые, с зелёной жилкой, поперечно-морщинистые, равные, эллиптические, длиной около 3 мм, наружные шероховатые, лодочковидные, тупые, внутренние выемчатые. Нити тычинок немного длиннее листочков околоцветника, при основании между собой и с околоцветником сросшиеся, цельные, равные, линейно-шиловидные. Столбик выдается из околоцветника.
Коробочка длиной около 3 мм; створки округлые, почти невыемчатыми.

## Таксономия
Вид Лук песчаный входит в род Лук (Allium) семейства Луковые (Alliaceae) порядка Спаржецветные (Asparagales).
|  |                                      |  |                                                             |                                                             |                   |  | ещё 24 семейства (согласно Системе APG II) | ещё 24 семейства (согласно Системе APG II) |                     |  |  |  | ещё более 870 видов |
|  |                                      |  |                                                             |                                                             |                   |  | ещё 24 семейства (согласно Системе APG II) | ещё 24 семейства (согласно Системе APG II) |                     |  |  |  | ещё более 870 видов |
|  |                                      |  |                                                             | порядок Спаржецветные                                       |                   |  |                                            |                                            | род Лук             |  |  |  |                     |
|  |                                      |  |                                                             | порядок Спаржецветные                                       |                   |  |                                            |                                            | род Лук             |  |  |  |                     |
|  | отдел Цветковые, или Покрытосеменные |  |                                                             |                                                             | семейство Луковые |  |                                            |                                            | вид Лук песчаный    |  |  |  |                     |
|  | отдел Цветковые, или Покрытосеменные |  |                                                             |                                                             | семейство Луковые |  |                                            |                                            |                     |  |  |  |                     |
|  |                                      |  | ещё 44 порядка цветковых растений (согласно Системе APG II) | ещё 44 порядка цветковых растений (согласно Системе APG II) |                   |  |                                            | ещё около 300 родов                        | ещё около 300 родов |  |  |  |                     |
|  |                                      |  |                                                             | ещё 44 порядка цветковых растений (согласно Системе APG II) |                   |  |                                            |                                            | ещё около 300 родов |  |  |  |                     |